# John Joseph Lynch
Pour les articles homonymes, voir John Lynch et Lynch.
John Joseph Lynch (1816-1888) fut l'archevêque de Toronto de 1870 à 1888.

## Biographie
Né en Irlande le 6 février 1816, fit ses études à Paris. Après son arrivée en Amérique, il fut pendant plusieurs années supérieur d'un collège dans le Missouri, et fonda ensuite le collège catholique de Notre-Dame-des-Anges, aux chutes du Niagara, du côté américain. 
Nommé évêque in partibus d'Echinus (de) et coadjuteur de Toronto, le 26 août 1859, il fut consacré le 20 novembre suivant dans la cathédrale de Toronto, par Mgr de Charbonnel, auquel il succéda comme évêque de Toronto le 26 avril 1860. Premier archevêque de Toronto le 18 mars 1870, il mourut le 12 mai 1888.

## Succession apostolique
John Joseph Lynch a ordonné les évêques suivants :
- Cardinal Elzéar-Alexandre Taschereau (1871)
- Évêque Jean-François Jamot (1874)
- Évêque Peter Francis Crinnon (de) (1874)
- Évêque John O'Brien (de) (1875)
- Évêque Thomas Joseph Dowling (1887)